# Douglas Luiz
Douglas Luiz Soares de Paulo (Rio de Janeiro, 9 mei 1998) is een Braziliaans voetballer die als centrale middenvelder voor Juventus FC speelt.

## Clubcarrière

### Vasco da Gama
Douglas Luiz speelde vanaf 2013 in de jeugd van Vasco da Gama en debuteerde op 27 augustus 2016 tegen Tupi FC voor het eerste elftal van Vasco da Gama dat uitkwam in de Braziliaanse Série B. Een week later was hij tegen Vila Nova FC meteen goed voor zijn eerste doelpunt in het profvoetbal.  Enkele maanden later promoveerde hij met de club naar de Série A. Hij debuteerde op 14 mei 2017 op het hoogste niveau, tegen SE Palmeiras. Luiz speelde in totaal 29 wedstrijden voor Vasco da Gama en kwam daarin tot drie goals.

### Girona
Vasco da Gama verkocht Douglas Luiz in juli 2017 voor twaalf miljoen euro aan Manchester City, dat hem meteen verhuurde aan de Spaanse promovendus Girona. Daar maakte op 26 augustus tegen Málaga CF zijn debuut in de Primera Division. Hij speelde zeventien wedstrijden in zijn eerste seizoen in Spanje. Het seizoen erop werd hij opnieuw verhuurd aan Girona, waar hij langzaam belangrijker werd. Hij kwam ditmaal tot 29 wedstrijden voor Girona.

### Aston Villa
In de zomer van 2019 verkocht Manchester City Luiz, zonder dat hij één wedstrijd had gespeeld voor het eerste elftal, aan Aston Villa, dat 17 miljoen euro voor hem overhad. Hij maakte op 10 augustus tegen Tottenham Hotspur zijn debuut voor Villa. Een week later scoorde hij tegen AFC Bournemouth zijn eerste doelpunt voor de club. Hij miste in zijn eerste seizoen slechts drie wedstrijden en kwam tot 42 in alle competities. Hij speelde negentig minuten in de finale van de EFL Cup op 1 maart 2020 tegen Manchester City. Zijn oude werkgever won met 2-1.
In oktober 2022 verlengde Luiz zijn contract bij Aston Villa tot de zomer van 2026. Dat seizoen krikte hij zijn cijfers behoorlijk op. Waar hij daarvoor tot maximaal drie goals per seizoen kwam, kwam hij in het seizoen 2022/23 tot zeven goals en zes assists in veertig wedstrijden. Na afloop werd Luiz verkozen tot Supporter's en Player's Player of the Season. Dat seizoen werd Villa zevende, waardoor het deelname aan de Conference League afdwong.
Luiz scoorde in de eerste wedstrijd van het nieuwe seizoen, in de Conference League-kwalificatiewedstrijd tegen Hibernian. In die competitie maakte Luiz op 21 september 2023 tegen Legia Warschau zijn debuut. Hij krikte dat seizoen zijn cijfers nog meer op. Hij scoorde op 22 oktober twee goals tegen West Ham United en herhaalde dat kunstje op 24 februari 2024 tegen Nottingham Forest. Hij eindigde op tien goals en tien assists in alle competities, was enkele keren aanvoerder, kwam tot de halve finale van de Conference League en eindigde als vierde in de Premier League.

### Juventus
In de zomer van 2024 maakte Douglas Luiz een transfer van Aston Villa naar Juventus FC door middel van een ruildeal. Die transfer maakte hij samen met zijn vriendin (Alisha Lehmann) die ook profvoetballer is.

## Clubstatistieken
| Seizoen | Club          | Competitie       | Competitie | Competitie | Beker | Beker | Internationaal | Internationaal | Totaal | Totaal |
| Seizoen | Club          | Competitie       | Wed.       | Dlp.       | Wed.  | Dlp.  | Wed.           | Dlp.           | Wed.   | Dlp.   |
| ------- | ------------- | ---------------- | ---------- | ---------- | ----- | ----- | -------------- | -------------- | ------ | ------ |
| 2016    | Vasco da Gama | Série B          | 14         | 2          | 1     | 0     | —              | —              | 15     | 2      |
| 2017    | Vasco da Gama | Série A          | 11         | 1          | 3     | 0     | —              | —              | 14     | 1      |
| 2017/18 | → Girona      | Primera División | 15         | 0          | 2     | 0     | —              | —              | 17     | 0      |
| 2018/19 | → Girona      | Primera División | 23         | 0          | 6     | 0     | —              | —              | 29     | 0      |
| 2019/20 | Aston Villa   | Premier League   | 36         | 3          | 6     | 0     | —              | —              | 42     | 3      |
| 2020/21 | Aston Villa   | Premier League   | 33         | 0          | 1     | 0     | —              | —              | 34     | 0      |
| 2021/22 | Aston Villa   | Premier League   | 34         | 2          | 1     | 0     | —              | —              | 35     | 2      |
| 2022/23 | Aston Villa   | Premier League   | 37         | 6          | 3     | 1     | —              | —              | 40     | 7      |
| 2023/24 | Aston Villa   | Premier League   | 35         | 9          | 4     | 0     | 14             | 1              | 53     | 10     |
| TOTAAL  | TOTAAL        | TOTAAL           | 238        | 23         | 23    | 1     | 14             | 1              | 275    | 25     |

Bijgewerkt op 22 mei 2024.

## Interlandcarrière
Douglas Luiz speelde zeven interlands voor Brazilië –20 en zes interlands voor Brazilie –23. Bovendien maakte hij deel uit van de Braziliaanse selectie voor de Olympische Spelen in 2021, waarin Brazilië won. 
In november 2019 zat Luiz voor het eerst bij de selectie van Brazilië en op 19 november maakte hij tegen Zuid-Korea zijn debuut voor Brazilië. Hij maakte deel uit van de selectie voor de Copa América 2021 en kwam in twee wedstrijden in actie. Hij zat 90 minuten op de bank tijdens de verloren finale tegen Argentinië. 